# John Njenga
John Njenga, né le 25 décembre 1928 à Tigoni (district de Kiambu dans la colonie du Kenya) et mort le 4 novembre 2018 à Nairobi, est un prélat catholique kényan.

## Biographie
D'abord membre de l'Église d'Écosse,  John Njenga devient catholique en entrant à l'école de Thogoto à l'âge de 11 ans. Il est ordonné prêtre en 1957 après avoir étudié la philosophie et la théologie au Grand séminaire de Kibosho, en Tanzanie. Il séjourne à Londres et Rome de 1961 à 1964 pour y étudier les sciences sociales et le droit canon. De retour au Kenya, il exerce son sacerdoce dans la paroisse Notre-Dame de la Visitation de Makadara jusqu'en 1969.
En 1970, il est nommé évêque du diocèse d'Eldoret, créé en 1959. De 1976 à 1982, il préside la Conférence épiscopale du Kenya. En 1988, il devient évêque de Mombasa, puis archevêque en 1990 lorsque le diocèse est élevé au rang d'archidiocèse. Il prend sa retraite en 2005.